# Mariya Mujórtova

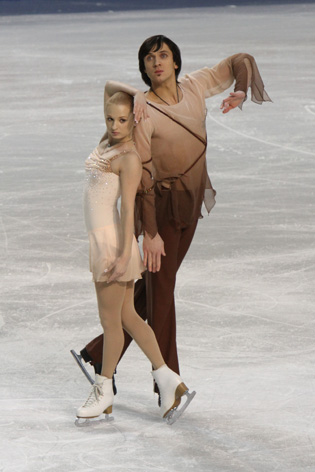
Mariya Mujórtova y Maksim Trankov en 2010

Mariya Vladímirovna Mujórtova, también conocida como María Mukhórtova (en ruso:Мария Владимировна Мухортова, nacida el 20 de noviembre de 1985) es una patinadora rusa en la disciplina de patinaje artístico sobre hielo de parejas. Actualmente patina con el francés Jérôme Blanchard.Anteriormente ha competido con el patinador Maksim Trankov. Maksim y Mariya han ganado la medalla de plata en el Campeonato Europeo de Patinaje Artístico sobre Hielo de 2008 y en 2007 fueron campeones del Campeonato Nacional de Rusia. En la carrera de joven ha patinado con Egor Golovkin y Pavel Lebedev.

## Carrera con Lebedev
Mariya es de San Petersburgo, aunque su padre es de Lípetsk, una ciudad cercana y empezó a patinar cuando tenía seis años. Ella quería patinar en parejas así que regresó con su madre a San Petersburgo cuando tenía trece años. En 2003 Mujórtova participó en el Grand Prix Júnior y obtuvo la cuarta plaza el Campeonato Mundial Júnior con Lebedev. Trankov, cuya pareja era demasiado pequeña para él, le pidió que patinaran juntos y ella aceptó, porque no se llevaba bien con Lebedev.

### Carrera con Trankov
En su primera temporada juntos, Mujórtova y Trankov ganaron la medalla de bronce en la final del Grand Prix Júnior y en el Campeonato Mundial Júnior. En las siguientes temporadas, ellos compitieron en el Grand Prix y en el Gran Prix Júnior y ganaron el Campeonato Mundial de Patinaje Artístico sobre Hielo Junior de 2005. En la temporada Olímpica de 2005-2006, fueron enviados al Campeonato Mundial de Patinaje Artístico sobre Hielo de 2006 después de que de que los campeones olímpicos Tatiana Totmianina y Maksim Marinin se retiraran.
A principios de su carrera juntos, eran conocidos por su turbulenta colaboración y por los frecuentes cambios de entrenadores. El primer entrenador de la pareja fue Nikolái Velikov durante la temporada 2003-04. Luego se cambiaron junto a Tamara Moskvina, sin embargo, Trankov y Mujórtova peleaban con frecuencia. Moskvina decidió dejar de trabajar con la pareja y los envió al lado de Artur Dmitriev en octubre de 2006. A finales de 2006, estaban a punto de poner fin a su carrera juntos, sin embargo, Tatiana Tarasova los disuadió y estableció contacto con Oleg Vasíliev de encargarse de ellos como estudiantes. La pareja comenzó a trabajar con él en diciembre de 2006.

### 2006 - 2007
Durante la temporada 2006-2007, Trankov y Mujórtova ganaron el Campeonato de Patinaje de Rusia, pero se vieron obligados a perderse los europeos tras sufrir una lesión en las prácticas. Regresaron a tiempo para el Campeonato Mundial, pasando de un lugar 12 al 11.

### 2007 - 2008
La temporada siguiente, ganaron la medalla de plata en el Campeonato Europeo de Patinaje Artístico sobre Hielo y terminaron séptimos en el Campeonato Mundial de Patinaje Artístico sobre Hielo de 2008. Tuvieron que tomar un breve descanso en medio de su programa largo en el Mundial, porque Trankov sufría de hinchazón en el brazo, pero regresó para completar su programa después de algunas modificaciones de su traje.

### 2008 - 2009
En la temporada 2008-09, Trankov y Mujórtova habían tenido considerable éxito con su programa corto, pero a menudo cometiam errores en el programa libre, sobre todo ella. Aun así, se clasificaron para su primera final de Grand Prix, ganaron una medalla de plata en el Campeonato Europeo de Patinaje Artístico sobre Hielo de 2008 y en el Campeonato de Europa 2009 de Patinaje Artístico una medalla de bronce, y se trasladaron hasta el 5 º lugar en el Campeonato Mundial de Patinaje Artístico sobre Hielo de 2010.
Para la temporada 2009-10, la pareja se le asignó al Trofeo Eric Bompard, donde establecieron una nueva puntuación global de mejor valor personal y derrotaron a los dos veces campeones mundiales Aliona Savchenko y Robin Szolkowy. Su segundo Gran Premio fue Skate Canada, donde quedaron en segundo lugar. Se ganaron otra medalla de bronce en el Campeonato Europeo de Patinaje Artístico sobre Hielo de 2009, pero terminaron en un decepcionante séptimo lugar en los Juegos Olímpicos de Vancouver 2010. En el Mundial de 2010 celebrado en Turín, Italia, en marzo de 2010, terminaron en 4 º lugar. Poco después, decidieron separarse y continuar su carrera con nuevos socios. Trankov citó dificultades personales como la razón de la separación e incluso consideró retirarse del patinaje competitivo. Después de que su exentrenador Oleg Vasiliev, diera un par de entrevistas donde culpaba a la federación rusa de patinaje y Trankov de la separación, este dijo que tanto Oleg como Mariya lo menospreciaban y no lo tomaban en cuenta, y que la relación amorosa entre el entrenador y Mariya, solo complicó la situación y que hubiese terminado la asociación con Mariya incluso si no hubiera encontrado otra pareja. Trankov y Mujórtova siguieron patinando en exhibiciones hasta el final de abril debido a las obligaciones contractuales.